# Saccolomataceae
Saccolomataceae är en familj av ormbunkar. Saccolomataceae ingår i ordningen Polypodiales, klassen Polypodiopsida, fylumet kärlväxter och riket Plantae. Enligt Catalogue of Life omfattar familjen Saccolomataceae 25 arter. 
Kladogram enligt Catalogue of Life:
| Saccolomataceae | \| \| Cystodium \| \| \| \| \| \| Orthiopteris \| \| \| \| \| \| Saccoloma \| \| \| \| |
|                 | \| \| Cystodium \| \| \| \| \| \| Orthiopteris \| \| \| \| \| \| Saccoloma \| \| \| \| |
|                 | Aspleniaceae                                                                           |
|                 |                                                                                        |
|                 | Athyriaceae                                                                            |
|                 |                                                                                        |
|                 | Blechnaceae                                                                            |
|                 |                                                                                        |
|                 | Cystopteridaceae                                                                       |
|                 |                                                                                        |
|                 | Davalliaceae                                                                           |
|                 |                                                                                        |
|                 | Dennstaedtiaceae                                                                       |
|                 |                                                                                        |
|                 | Diplaziopsidaceae                                                                      |
|                 |                                                                                        |
|                 | Dryopteridaceae                                                                        |
|                 |                                                                                        |
|                 | Hemidictyaceae                                                                         |
|                 |                                                                                        |
|                 | Hypodematiaceae                                                                        |
|                 |                                                                                        |
|                 | Lindsaeaceae                                                                           |
|                 |                                                                                        |
|                 | Lomariopsidaceae                                                                       |
|                 |                                                                                        |
|                 | Lonchitidaceae                                                                         |
|                 |                                                                                        |
|                 | Nephrolepidaceae                                                                       |
|                 |                                                                                        |
|                 | Oleandraceae                                                                           |
|                 |                                                                                        |
|                 | Onocleaceae                                                                            |
|                 |                                                                                        |
|                 | Polypodiaceae                                                                          |
|                 |                                                                                        |
|                 | Pteridaceae                                                                            |
|                 |                                                                                        |
|                 | Rhachidosoridaceae                                                                     |
|                 |                                                                                        |
|                 | Tectariaceae                                                                           |
|                 |                                                                                        |
|                 | Thelypteridaceae                                                                       |
|                 |                                                                                        |
|                 | Woodsiaceae                                                                            |
|                 |                                                                                        |
|                 | Cystodium                                                                              |
|                 |                                                                                        |
|                 | Orthiopteris                                                                           |
|                 |                                                                                        |
|                 | Saccoloma                                                                              |
|                 |                                                                                        |

|  | Cystodium    |
|  |              |
|  | Orthiopteris |
|  |              |
|  | Saccoloma    |
|  |              |